# Кластерин
Кластерин (аполипопротеин J; также димерный кислый гликопротеин, репрессируемый тестостероном маркер простаты-2, сульфатированный гликопротеин-2 или ингибитор лизиса, опосредованного комплементом) — гетеродимерный белок молекулярной массой 75-80 кДа, полипептидные цепи которого связаны дисульфидными мостиками. Его функции связаны с расщеплением клеточного «мусора» и регуляцией апоптоза. 
У людей кластерин кодируется геном CLU.

## Геномика
Данный белок был обнаружен в семенной жидкости в 1988 году. У человека ген, кодирующий кластерин, находится в хромосоме 8 (8p21). Этот ген весьма консервативен (70-80 % гомологии у разных видов млекопитающих). Кластерин содержится в большинстве тканей млекопитающих и может быть обнаружен в таких биологических жидкостях, как плазма крови,молоко,моча,спинномозговая жидкость и сперма. На его экспрессию влияют такие белки, как Egr-1, части комплекса АР-1,HSF1/2, Cdx1/2 и B-Myb.

## Молекулярная биология
Кластерин — дисульфидно-связанный гетеродимерный белок, содержащий по массе около 30 % N-связанных углеводов, богатых сиаловой кислотой. Существуют укороченные варианты этого белка, направляемые в ядро. Полипептидная цепь белка-предшественника при этом расщепяется протеолитически, причём удаляется состоящая из 22 аминокислот сигнальная последовательность, необходимая для секреции, а затем происходит расщепление между остатками 227/228 и образуются альфа и бета-цепи. Они соединяются антипараллельно, образуя гетеродимерную молекулу, в которой богатые цистином центральные части, связанные пятью дисульфидными связями, граничат с двумя биспиральными альфа-спиральными участками и тремя амфипатическими альфа-спиралями.
Белок участвует в целом ряде процессов, включая такие, как апоптоз, регуляция опосредованного комплементом лизиса клетки, круговорот (рециклирование) мембран, межклеточная адгезия и зависящая от гена src раковая трансформация. Он служит ингибитором мембрано-атакующего комплекса комплемента.
Кластерин способен связываться со многими веществами и формировать с ними функциональные комплексы. В число этих веществ входят иммуноглобулины, липиды, гепарин, поверхностные антигены бактерий, белки системы комплемента, параоксоназа, бета-амилоид, лептин и другие. Кластерин участвует в таких разнообразных процессах, как мобилизация фагоцитов, индукция агрегации тромбоцитов, ингибирование мембранной атаки белков комплемента, подавление апоптоза, рециклизация мембран, транспорт липидов и гормонов и ингибирование разрушающих внутриклеточный мусор и межклеточное вещество металлопротеиназ.

## Клиническое значение
В исследовании на 1500 индивидуумах было показано, что наличие определенных аллелей кластерина связано с повышенным риском развития болезни Альцгеймера.